# 7월 11일
7월 11일은 그레고리력으로 192번째(윤년일 경우 193번째) 날에 해당한다.

## 사건
- 1405년 - 명나라의 정화가 317척의 배를 이끌고 첫 원정에 나서다.
- 1893년 - 일본인 미키모토가 양식진주를 만들어내다.
- 1921년 - 몽골이 중화민국으로부터 독립하다.
- 1921년 - 아일랜드 독립 전쟁이 끝나다.
- 1960년 - 레오폴드빌 콩고의 카탕가 주가 모이즈 촘베의 지도하에 카탕가국으로 독립을 선포하다.
- 1961년 - 중조 우호 협력 상호 원조 조약 체결하다.
- 1979년 - 미국의 우주정거장 스카이랩이 추락하다.
- 2005년 - 전주교도소에서 절도 및 강도상해 혐의로 징역 4년을 선고받고 수감 중이던 최병국이 탈옥해 경찰이 수사에 나서다.
- 2008년 - 금강산을 여행하던 대한민국 관광객이 조선민주주의인민공화국 군인의 총격을 받아 사망하다.
- 2011년 - 미국 해군이 핵잠수함 텍사스함을 언론에 공개하다.
- 2012년 - 
  - 저축은행비리에 연루된 이상득이 구속되다.
  - 명왕성의 위성인 스틱스의 발견이 발표되다.
- 2013년 -
  - 한국은행 금융통화위원회가 기준금리를 2.50%로 동결하다.
  - 유럽 연합 재무장관들이 벨기에 브뤼셀에서 열린 회의에서 라트비아를 18번째로 유로존 국가로 가입하는 것을 승인하다.

## 문화
- 1811년 - 이탈리아 과학자 아메데오 아보가드로가 현재, 아보가드로의 법칙으로 알려진 《단위입자의 상대적 질량 및 이들의 결합비를 결정하는 하나의 방법》을 출판하다.
- 1859년 - 찰스 디킨스가 두 도시 이야기를 출판하다.
- 2006년 - 마이크로소프트가 윈도우 NT 4.0 임베디드, 윈도우 98, 윈도우 98 SE, 윈도우 ME의 모든 지원을 종료하였고, 이와 동시에 마이크로소프트 오피스 XP의 메인스트림 지원을 종료하였다.
- 2010년 - 2010년 FIFA 월드컵 결승전에서 스페인이 네덜란드를 1대 0으로 꺾고 우승하여 월드컵이 폐막되다.
- 2012년 - 미국 항공 우주국(NASA)의 과학자들이 허블 우주 망원경을 이용해 명왕성의 다섯 번째 위성인 S/2012 (134340) 1을 발견하다.

## 탄생
- 1551년 - 성종과 정현왕후의 증손자, 중종과 문정왕후의 손자, 명종과 인순왕후의 아들 순회세자. (~1563년)
- 1657년 - 프로이센의 초대 국왕 프리드리히 1세. (~1713년)
- 1662년 - 신성로마제국의 선제후 막시밀리안 2세 에마누엘 폰 바이에른 선제후. (~1726년)
- 1686년 - 조선의 20대 국왕 경종의 정비 단의왕후. (~1718년)
- 1767년 - 미국의 제6대 대통령 존 퀸시 애덤스. (~1848년)
- 1894년 - 대한민국의 독립운동가, 대한민국의 정치인이었던 해공 신익희. (~1956년)
- 1897년 - 쿠바의 어부 그레고리오 푸엔테스. (~2002년)
- 1899년 - 미국의 동화작가 엘윈 브룩스 화이트. (~1985년)
- 1912년 - 루마니아의 지휘자 세르주 첼리비다케. (~1996년)
- 1920년 - 미국의 배우 율 브리너. (~1985년)
- 1927년 - 스웨덴의 지휘자 헤르베르트 블롬슈테트.
- 1933년 - 독일의 배우 에른스트 야코비. (~2022년)
- 1934년
  - 대한민국의 법조인, 정치인 강철선. (~2022년)
  - 대한민국의 제13대 국회의원, 정치인 박지원. (~2024년)
  - 이탈리아의 패션디자이너 조르조 아르마니. (~2014년)
- 1940년 - 대한민국의 정치인 김종인.
- 1946년
  - 미국의 인류학자 세라 블래퍼 허디.
  - 미국의 정치인 에드 마키.
- 1947년
  - 대한민국의 정치인 서상목.
  - 자메이카의 싱어송라이터 겸 기타 연주자 존 홀트. (~2014년)
- 1948년
  - 대한민국의 시인 채광석. (~1987년)
  - 대한민국의 정치인 김순애.
  - 헝가리의 언어학자 히다시 유디트.
- 1952년
  - 대한민국의 배우 박정수.
  - 대한민국의 화가 박은수.
  - 캐나다의 아이스하키 선수, 감독 빌 바버.
- 1957년 - 대한민국의 정치인, 삼척시장 박상수.
- 1958년 - 멕시코의 전 축구 선수, 현 축구 감독 우고 산체스.
- 1959년 - 대한민국의 요리연구가, 방송인 이연복.
- 1960년 - 이란의 영화감독 자파르 파나히.
- 1964년 - 미국의 정치인 트로이 핀들리.
- 1965년 - 대한민국의 배우 강신조.
- 1966년 - 일본의 만화가 미우라 켄타로. (~2021년)
- 1967년 - 대한민국의 아나운서 김재원.
- 1968년 - 대한민국의 싱어송라이터 추가열.
- 1970년 - 대한민국의 배우 이철민.
- 1971년
  - 대한민국의 배우 박혁권.
  - 일본의 라이트 노벨 작가 카토 쇼지.
- 1972년
  - 대한민국의 야구 코치, 전 야구 선수 박경완.
  - 미국의 배우 마이클 로젠바움.
- 1973년 - 대한민국의 유도 선수 전기영.
- 1974년 - 네덜란드의 축구 선수 안드레 오이여르.
- 1975년
  - 미국의 래퍼 릴 킴.
  - 스페인의 축구 선수 루벤 바라하.
- 1977년 - 대한민국의 화가 최연욱.
- 1978년 - 대한민국의 배우 김강우.
- 1979년
  - 대한민국의 배우 강석정.
  - 대한민국의 배우 서민정.
  - 대한민국의 배우 임수정.
  - 대한민국의 배우 최수형.
- 1982년
  - 대한민국의 뮤지컬 배우 박혜나.
  - 일본의 성우 이나무라 유나.
- 1983년 - 스웨덴의 가수 마리 세르네홀트.
- 1984년 - 대한민국의 작곡가 블랙아이드필승.
- 1985년
  - 그리스의 축구 선수 오레스티스 카르네지스.
  - 일본의 배우 마에다 아키.
  - 중화인민공화국의 가수 리롱하오.
- 1986년
  - 프랑스의 축구 선수 요안 구르퀴프.
  - 스페인의 축구 선수 라울 가르시아 에스쿠데로.
- 1987년
  - 일본의 가수, 배우 카토 시게아키(NEWS).
  - 대한민국의 전 배우 박지영.
  - 일본의 가수, 배우, 소설가 카토 시게아키.
- 1988년
  - 일본의 성우 이구치 유카.
  - 대한민국의 배구 선수 오지영.
  - 대한민국의 야구 선수 송주호.
- 1990년 - 일본의 배우 오치아이 모토키.
- 1991년
  - 대한민국의 성악가, 뮤지컬 배우 박회림.
  - 대한민국의 희극인 정승빈.
  - 독일의 유도 선수 카를리하르트 프라이.
  - 일본의 배우 사카구치 켄타로.
  - 중국의 배우 한청위.
- 1992년
  - 이집트의 축구 선수 무함마드 엘네니.
  - 대한민국의 스타그래프트, 프로게이머 주성욱.
- 1993년
  - 대한민국의 전직 스타크래프트, 프로게이머 이정훈.
  - 대한민국의 배우 은해성.
- 1994년 - 일본의 배우 나나세 아야카.
- 1995년
  - 대한민국의 야구 선수 채원후.
  - 대한민국의 전 리그 오브 레전드 프로게이머 스윗.
  - 대한민국의 바이올린연주진 이지은.
- 1996년
  - 캐나다의 가수 알레시아 카라.
  - 자메이카 태생 미국의 배우 제이컵 로메로.
- 1997년 - 대한민국의 가수 김찬호.
- 1998년 - 대한민국의 가수 이준형.
- 1999년
  - 태국의 가수, 배우, 모델 까오칭천.
  - 대한민국의 가수 이세흔. (걸카인드).
- 2004년 - 대한민국의 가수 황윤정.
- 2007년 - 대한민국의 배우 이예선.
- 2011년 - 대한민국의 유튜버 길라임. (라임튜브)

## 사망
- 969년 - 키예프 대공국의 대공비 키예프의 올가. (890년~)
- 1874년 - 미국의 정치인 토드 로빈슨 콜드웰. (1818년~)
- 1937년 - 미국의 작곡가 조지 거슈윈. (1898년~)
- 1943년 - 대한제국의 정치인 이재곤. (1859년~)
- 1989년 - 잉글랜드의 배우 로런스 올리비에. (1907년~)
- 1994년 - 미국의 컴퓨터 공학자 게리 킬달. (1942년~)
- 2007년 - 미국의 제36대 대통령인 린든 B. 존슨의 부인 레이디 버드 존슨. (1912년~)
- 2014년 - 영국의 영화배우 데이브 르게노. (1963년~)
- 2015년 - 일본의 기업인 이와타 사토루. (1959년~)
- 2017년 - 대한민국의 정치인 손주항. (1934년~)
- 2019년 - 대한민국의 정치인 곽정출. (1937년~)
- 2020년 - 잉글랜드의 신학자 니콜라스 라쉬. (1934년~)
- 2021년
  - 대한민국의 대법관 이홍훈. (1946년~)
  - 미국의 영화배우 찰스 로빈슨. (1945년~)
  - 프랑스의 영화배우 르네 시모노. (1911년~)
- 2023년
  - 체코의 소설가 밀란 쿤데라. (1929년~)
  - 독일의 중국학자 리하르트 폰 시라흐. (1942년~)
- 2024년 - 미국의 배우 셸리 듀발. (1949년~)

## 기념일
- 세계 인구의 날: 유엔 개발 계획(UNDP)
- 나담 축제: 몽골
- 세븐일레븐 데이

## 같이 보기
- 전날: 7월 10일 다음날: 7월 12일 - 전달: 6월 11일 다음달: 8월 11일
- 음력: 1월 9일
- 모두 보기